# Canal Norte TV

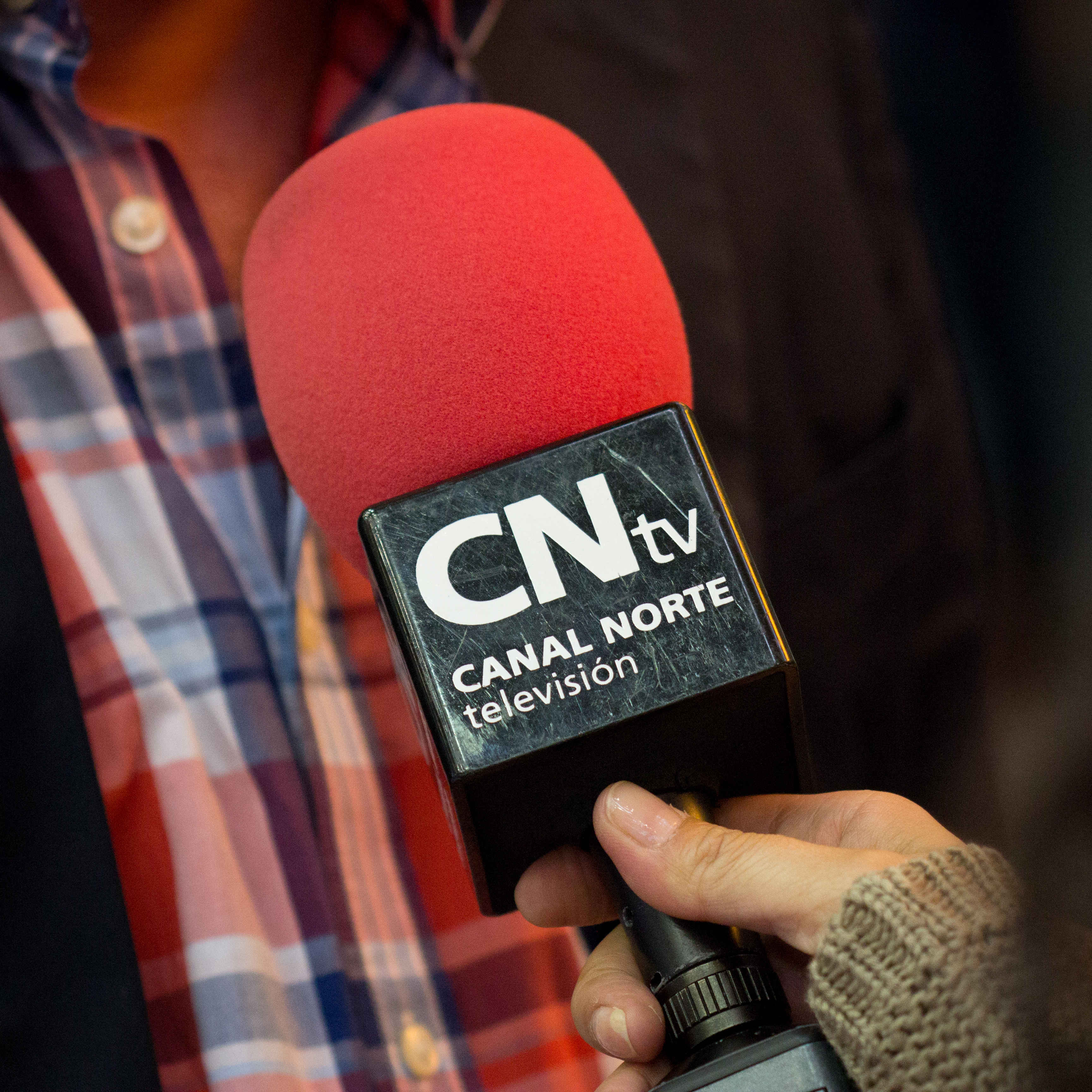
Micrófono de Canal Norte TV durante una entrevista.

Canal Norte TV es una emisora municipal de televisión de San Sebastián de los Reyes (Madrid), pionera en el ámbito local en la Comunidad de Madrid. Su señal alcanza todo el casco urbano de esta localidad, así como parte de los términos municipales próximos, como Alcobendas. 
Con la llegada de la TDT fue rebautizado como Canal Norte TV televisión local de San Sebastián de los Reyes, Alcobendas, Tres Cantos, Colmenar Viejo y todos los municipios pertenecientes a la comarca de Cuenca del Medio Jarama.
Actualmente emite de forma alegal  (es decir sin ser legal y sin ser ilegal) en el mux 47 de la TDT-2. Cobertura: Alcobendas, San Sebastián de los Reyes, Tres Cantos, Colmenar Viejo, Algete, San Agustín del Guadalix, Paracuellos de Jarama, Daganzo de Arriba, Fuente el Saz de Jarama, El Molar, Cobeña y Ajalvir, todos los municipios pertenecientes a Comarca de Cuenca del Medio Jarama, etcétera. También emite a nivel mundial a través de internet por la página web: https://www.canalnorte.org./
Canal Norte Televisión fue puesta en marcha en 1991 por un equipo dirigido por Eduardo Sánchez, como prolongación de la Unidad de Medios Audiovisuales del Ayuntamiento y programas de fotografía de la primera Universidad Popular de España. Aunque no es la primera televisión pública municipal de la región, es la única que sobrevivió hasta el fiasco de la TDT local de propiedad pública perpetrado por la Comunidad de Madrid, con su presidenta Esperanza Aguirre a la cabeza.
Canal Norte produjo programas informativos, culturales y magacines de actualidad y humor. Igualmente emitió programas desarrollados por productoras externas y la red de la Asociación de Televisiones Educativas Iberoamericanas (ATEI). Entre las producciones más destacadas, la retransmisión anual de los populares encierros de San Sebastián de los Reyes. En 2004, Canal Norte se convertía en la primera televisión local responsable de una producción en directo para todo el territorio nacional.
Anualmente emitía una programación diaria en directo desde la calle con motivo de las Fiestas en honor al Santísimo Cristo de los Remedios, declaradas de interés turístico. En ella participaba un veterano equipo liderado por la directora de Informativos, Laura Rodríguez Galindo, y los responsables de magacines, Mario Viciosa y Virginia Gijón.
Canal Norte está considerada una de las principales canteras de profesionales de la televisión de Madrid. Este hecho está ligado a su vinculación inicial a la Universidad Popular, primero, y a la Escuela Taller de Imagen de San Sebastián de los Reyes, después, una de las más reconocidas en el ámbito público de Madrid. Por otro lado, su pequeña dimensión ha permitido desarrollar profesionales multidisciplinares, mientras que ha habido una permanente apuesta por la experimentación. La emisora afrontó su digitalización y contó con web propia con vídeos bajo demanda incluso antes que las principales cadenas de televisión nacional, adaptándose su redacción y equipo de imagen a los estándares actuales de la producción y del periodismo con anticipación.
Hasta 2009 emitió en sistema analógico por la frecuencia "canal 47" de la UHF, aunque desde 1999 emplea formatos digitales para su producción. En 2005 comienza a liderar su transformación en emisora de Televisión Digital Terrestre, en colaboración con otros ayuntamientos de la zona norte de Madrid, a los que el Gobierno de la Comunidad de Madrid había preconcebido licencia para emitir a través de este sistema. Finalmente se cancela el plan de transformación en TDT y se decide el cese de la emisión en diciembre de 2009, quedando los contenidos informativos exclusivamente recogidos en la página web 
En la actualidad algunos de sus programas (Encierros de San Sebastián de los Reyes, noticias del norte de la provincia de Madrid, etcétera) se emiten a la hora que más convenga a cada canal de TV a través de las diferentes cadenas de TV pertenecientes a Asociación de Televisiones Locales de la Comunidad de Madrid (Canal 33 Madrid, Mad 33, Tele K, etcétera)

## Información y emisión vía web
Actualmente informativos locales-comarcales (Alcobendas, San Sebastián de los Reyes, Tres Cantos, Colmenar Viejo y todos los municipios pertenecientes a la comarca de Cuenca del Medio Jarama): 13:30 a 14:00 y 20:00 a 20:30 (lunes a viernes no festivos autonómicos Madrid y nacionales España). Conecta con los informativos de Canal Sur Andalucía a las 14:00 y a las 20:30, todos los días incluidos domingos y festivos.
Actualmente a determinadas emite algunas emisiones en directo como encierros de San Sebastián de los Reyes, Plenos municipales de San Sebastián de los Reyes, Alcobendas, partidos de diferentes deportes tanto masculino como femenino de Alcobendas, San Sebastián de los Reyes y todos los municipios pertenecientes a la comarca de Cuenca del Medio Jarama. El resto del día conecta en directo con Canal Sur Andalucía para completar programación y abaratar costes.
Actualmente 00:¿? a 8:00 Canal Sur Andalucía.
En agosto de 2002, dos colaboradores de Canal Norte iniciaron un proyecto de programación y desarrollo de una página web para la emisora de televisión, bajo el dominio "canalnorte.tv". Inicialmente presentaba la programación del canal y una agenda de actos. Meses después, empezaría a publicar noticias locales, primero replicando las que se emitían en televisión y, después, creando un servicio de última hora.
A principios de 2003, la web ya se había convertido en un pequeño diario digital para San Sebastián de los Reyes, con publicación de contenidos multimedia, inicialmente fotográficos. La web empieza a experimentar formatos de vídeo para, a mediados de ese año, publicar regularmente informaciones acompañadas de vídeos en Windows Media y gráficos interactivos en formato Flash.
La web canalnorte.tv será el único medio digital local hasta 2005, en que su número de visitas lo coloca entre las webs locales más vistas de toda España. La Guía de Banda Ancha de ONO-Pearson le otorga, poco antes, el reconocimiento de "Mejor Web Local", con especial atención a la cobertura de los Encierros de San Sebastián de los Reyes.
En 2006 la web se independiza de Canal Norte TV a instancias municipales, puesto que no era titutalidad del Ayuntamiento. Desde Canal Norte se empiezan a colgar vídeos de emisiones propias en portales como Blip.tv y You Tube, hasta que en agosto de 2009 comienza a funcionar experimentalmente el servicio de vídeos por internet del Ayuntamiento de San Sebastián de los Reyes bajo el dominio https://www.canalnorte.org.

## Canal Norte Radio
- Exclusivamente emite a nivel internacional vía internet, a unas horas simultánea programación de Canal Norte TV y el resto del día conecta en directo con Canal Sur Radio para completar programación y abaratar costes.